# بنانج
البنانج (الاسم العلمي: Pinanga) هو جنس نباتي يتبع فصيلة الفوفلية من رتبة الفوفليات.